# Joseph Espinoza
Joseph Alejandro Espinoza Montenegro (Guayaquil, Ecuador; 2 de julio de 2000) es un futbolista ecuatoriano. Juega de centrocampista y su equipo actual es Paysandu Sport Club de la Serie B de Brasil.

## Trayectoria

### Inicios
Se inició jugando en las categorías infantiles de Independiente del Valle.

### Liga Deportiva Universitaria
A los 15 años llega a Liga Deportiva Universitaria a jugar en las categorías sub-15, sub- 20 y reserva. En mayo de 2019 fue ascendido al plantel principal para jugar algunos partidos de la Copa Ecuador; su debut con el primel plantel fue el 16 de mayo de 2019 ante La Gloria, en el partido que término empatado 0-0. Mientras que en la Serie A logra debutar el 2 de noviembre por la fecha 30 ante Fuerza Amarilla en la victoria de su equipo por 5-2. Además en ese mismo año jugó 33 partidos y marcó cuatro goles con el equipo de reserva.
Al final de la temporada 2019 con los albos fue campeón de la Copa Ecuador 2018-19 y subcampeón de la Serie A. También fue campeón de la Supercopa de Ecuador 2020.
Dejó el club el 9 de julio de 2024 tras llegar a un acuerdo para rescindir su contrato.

### Club Sport Emelec
En diciembre de 2022 es anunciado como el primer refuerzo del equipo eléctrico para la temporada 2023 llegando en calidad de préstamo por un año.

### C. D. Macará
El 10 de julio de 2024 se anunció su fichaje por el Macará de Ambato.

### Paysandu S. C.
El 2 de enero de 2025 fue anunciado oficialmente por Paysandu Sport Club de la Serie B de Brasil.

## Selección nacional
Ha sido convocado selección ecuatoriana de fútbol en las categorías sub-15, sub-17 y sub-20.

### Participaciones en sudamericanos
| Campeonato                  | Sede  | Resultado       | Partidos | Goles |
| --------------------------- | ----- | --------------- | -------- | ----- |
| Sudamericano Sub-20 de 2017 | Chile | Hexagonal final | 9        | 0     |

## Estadísticas

### Clubes
Actualizado al último partido disputado el 14 de mayo de 2025.
| Club                                   | Div.          | Temporada     | Liga  | Liga  | Copas nacionales | Copas nacionales | Copas internacionales | Copas internacionales | Otros | Otros | Total | Total | Total  |
| Club                                   | Div.          | Temporada     | Part. | Goles | Part.            | Goles            | Part.                 | Goles                 | Part. | Goles | Part. | Goles | Asist. |
| -------------------------------------- | ------------- | ------------- | ----- | ----- | ---------------- | ---------------- | --------------------- | --------------------- | ----- | ----- | ----- | ----- | ------ |
| Liga Deportiva Universitaria · Ecuador | 1.ª           | 2019          | 1     | 0     | 3                | 0                | 0                     | 0                     | —     | —     | 4     | 0     | 0      |
| Liga Deportiva Universitaria · Ecuador | 1.ª           | 2020          | 2     | 0     | 0                | 0                | 0                     | 0                     | —     | —     | 2     | 0     | 1      |
| Liga Deportiva Universitaria · Ecuador | 1.ª           | 2021          | 5     | 0     | 1                | 0                | 4                     | 0                     | —     | —     | 10    | 0     | 2      |
| Liga Deportiva Universitaria · Ecuador | 1.ª           | 2022          | 14    | 0     | 2                | 0                | 2                     | 0                     | —     | —     | 18    | 0     | 1      |
| Emelec · Ecuador                       | 1.ª           | 2023          | 19    | 0     | 0                | 0                | 3                     | 0                     | —     | —     | 22    | 0     | 0      |
| Emelec · Ecuador                       | Total club    | Total club    | 19    | 0     | 0                | 0                | 3                     | 0                     | 0     | 0     | 22    | 0     | 0      |
| Liga Deportiva Universitaria · Ecuador | 1.ª           | 2024          | 5     | 0     | 0                | 0                | 1                     | 0                     | —     | —     | 6     | 0     | 0      |
| Liga Deportiva Universitaria · Ecuador | Total club    | Total club    | 27    | 0     | 6                | 0                | 7                     | 0                     | 0     | 0     | 40    | 0     | 4      |
| C. D. Macará · Ecuador                 | 1.ª           | 2024          | 14    | 0     | 1                | 0                | —                     | —                     | —     | —     | 15    | 0     | 1      |
| C. D. Macará · Ecuador                 | Total club    | Total club    | 14    | 0     | 1                | 0                | 0                     | 0                     | 0     | 0     | 15    | 0     | 1      |
| Paysandu S. C. · Brasil                | 2.ª           | 2025          | 2     | 0     | 0                | 0                | —                     | —                     | 8     | 0     | 10    | 0     | 0      |
| Paysandu S. C. · Brasil                | Total club    | Total club    | 2     | 0     | 0                | 0                | 0                     | 0                     | 8     | 0     | 10    | 0     | 0      |
| Total carrera                          | Total carrera | Total carrera | 62    | 0     | 7                | 0                | 10                    | 0                     | 8     | 0     | 87    | 0     | 5      |
| 1. 2. 3.                               |               |               |       |       |                  |                  |                       |                       |       |       |       |       |        |

## Palmarés

### Campeonatos regionales
| Título     | Club           | País   | Año  |
| ---------- | -------------- | ------ | ---- |
| Copa Verde | Paysandu S. C. | Brasil | 2025 |

### Campeonatos nacionales
| Título               | Club                         | País    | Año     |
| -------------------- | ---------------------------- | ------- | ------- |
| Copa Ecuador         | Liga Deportiva Universitaria | Ecuador | 2018-19 |
| Supercopa de Ecuador | Liga Deportiva Universitaria | Ecuador | 2020    |
| Supercopa de Ecuador | Liga Deportiva Universitaria | Ecuador | 2021    |